# Клер, Эжен-Жюль
Эжен-Жюль Клер (фр. Eugène-Jules Clère, псевдоним Jules Rede; 1850—1934) — французский публицист.
Был секретарём парламентских комиссий по заключению коммерческих договоров и по выработке общего таможенного тарифа. Отдельно опубликовал: «Les hommes de la Commune» (5 изд., 1872); «Histoire du suffrage universel» (1873); «Etude historique sur l’arbitrage international» (1874); «Congrès de Bruxelles» (1874); «Biographie complète des sénateurs» (1876); «Biographie complète des députés» (1877) и др.